# Grote gaper
De Grote Gaper (Cylisticus convexus) is een pissebed uit de familie Cylisticidae. De wetenschappelijke naam van de soort is voor het eerst geldig gepubliceerd in 1778 door De Geer.